# Rue des Olivettes
La rue des Olivettes est une voie nantaise.

## Situation et accès
Située dans le quartier centre-ville de Nantes, sur la partie est de l'ancienne île Gloriette, appelée « prairie de la Madeleine », la voie relie l'allée Baco au quai Magellan. Bitumée, ouverte à la circulation à sens unique (des quais vers la ville), cette artère presque rectiligne de 500 mètres est l'une des plus longues voies du quartier du « Champ de Mars ».
Sur son tracé, elle rencontre successivement la rue Pélisson, le passage Douard, la cour des Olivettes la rue Émile-Péhant, rue Perrault, l'avenue de l'Hôtel-Dieu, le passage Berthault, le passage de la Poule-Noire, la rue Baron, le cours Massé, la rue Pérelle, la rue Marmontel et l'impasse Marmontel.

## Origine du nom
Le terme d'« olivettes » désignerait des barrières qui longeaient naguère la rue de part et d'autre et servaient à délimiter les champs qui s'y trouvaient.

## Historique
Depuis le IXe – Xe siècle, la chaussée de la Madeleine fait partie de la ligne des Ponts. Au nord de la rue, son urbanisation commence avec la présence d'un îlot autour de l'« auberge de la Maison-Rouge », tandis qu'au sud c'est un prieuré qui s'installe au XIIe siècle. En 1773, Jean-Baptiste Ceineray a dessiné les façades des immeubles des dernières parcelles encore non ou peu construites de la chaussée. Dès lors, l'extension se fait vers l'est, à l'arrière des parcelles qui la longent. Le chemin des Olivettes commence à se dessiner : des actes datés de 1776, signalent la voie comme non viable, non ou mal éclairée, exposée aux inondations. Son nom apparaît dans une requête du 23 novembre 1789 qui en demande le pavage.
Elle apparaît sur le plan de Coulon et Bouclet en 1795.
La communication avec la chaussée de la Madeleine se fait par des ruelles et des cours qui connaissent une forte activité. Dans l'ancienne cour Douard devenue avenue de l'Hôtel-Dieu, la seconde ligne d'omnibus nantaise, qui concurrence celle mise en place par Stanislas Baudry, s'installe en 1827. Dans la cour de la Poule Noire se trouve, à partir de 1828, le terminus de la ligne de diligences de Nantes à Clisson. C'est également dans la rue des Olivettes, au no 28, dans le passage de la Poule-Noire que se fixe, en 1857, la « Compagnie générale des omnibus de Nantes ».
Aux XIXe et XXe siècles de nombreuses petites industries s'installent dans la rue et dans le quartier autour. Au no 11, la maison Porcher vend des faïences, des céramiques et des bouteilles à partir de 1840. Toujours au XIXe siècle, dans la cour Douard se trouve la salle des machines de la filature de coton Duval ; au no 10, la vinaigrerie des frères Huguennin.
L'artère est donc le centre d'un quartier ouvrier avec de nombreuses entreprises (tanneries, filatures, manufactures de textiles, fabriques de cirage, rizeries, savonneries…) et ses commerces. La création des zones industrielles et artisanales dans la banlieue nantaise dans le courant des années 1960 et 1970, entraine un certain déclin de l'activité. La restructuration du quartier entamée dans les années 1990 en fait une artère essentiellement résidentielle.

## Voies perpendiculaires secondaires

### Passage Douard
Cette nouvelle artère piétonne située au niveau de la cour des Olivettes permet de rejoindre la chaussée de la Madeleine par l'intermédiaire de la nouvelle impasse Juton.

### Passage Berthault
Cette artère permet de rejoindre la rue Laennec et dessert également le passage André-Crétaux. Le square du Lait-de-mai permet de rejoindre la rue Émile-Péhant.

### Passage de la Poule-Noire
En passant sous un porche cette artère rectiligne permet de rejoindre la chaussée de la Madeleine, après avoir croisé la rue Sanlecque.
En 1857, la « Compagnie générale des omnibus nantais » installe dans ce passage, au no 28 de la rue des Olivettes, ses écuries composée de 78 chevaux et 21 voitures, alors appelé « cour de la Poule-Noire ». Cette compagnie, qui restera florissante jusqu'à l'apparition des tramways à air comprimé en 1879, est née de la fusion de plusieurs entreprises de transports, dont celle d'Edme Fouquet, fils du tenancier de la célèbre « auberge de la Boule d’Or », située chaussée de la Madeleine, qui fut l'un des précurseurs des transports en commun en France, à l'instar de Stanislas Baudry. Les anciennes écuries, transformées en garages, sont toujours visibles.

### Cours Massé
Cette artère est en impasse.

### Impasse Marmontel
Cette artère se trouve dans le prolongement est de la rue Marmontel.

### Coordonnées des lieux mentionnés
1. ↑  Passage Douard : 47° 12′ 43″ N, 1° 33′ 02″ O
2. ↑  Passage Berthault : 47° 12′ 42″ N, 1° 32′ 55″ O
3. ↑  Passage de la Poule-Noire : 47° 12′ 40″ N, 1° 33′ 00″ O
4. ↑  Cours Massé : 47° 12′ 36″ N, 1° 32′ 59″ O
5. ↑  Impasse Marmontel : 47° 12′ 35″ N, 1° 32′ 55″ O